# 摩拉瓦特熱博瓦

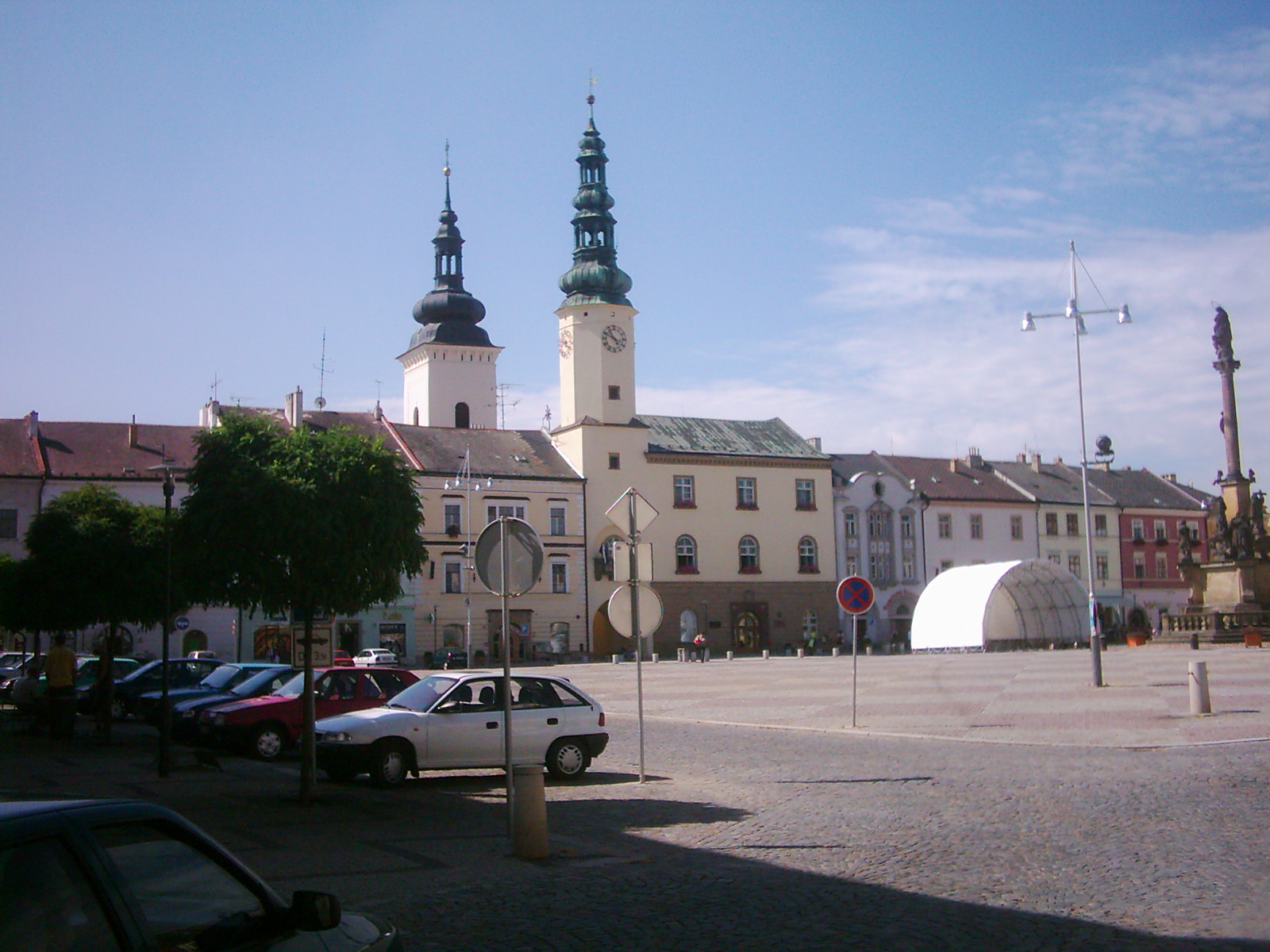

摩拉瓦特熱博瓦是捷克的城鎮，位於該國東部，由帕爾杜比采州負責管轄，始建於十三世紀晚期，面積42.21平方公里，海拔高度360米，2005年人口11,304。

## 外部連結
- Web page of the town （页面存档备份，存于）
- Web page of Porstendorf
- Vlaardingen TV visits Moravská Třebová